# Vera Duševina
Vera Evgen'evna Duševina (in russo Вера Евгеньевна Душевина?; Mosca, 6 ottobre 1986) è un'ex tennista russa.
Ha iniziato a giocare al tennis all'età di 7 anni, per volontà del padre Evgenij. Nel 2002, all'epoca tra le juniores, ha sconfitto Marija Šarapova nella finale di categoria di Wimbledon.

## Carriera
La sua prima finale in singolare l'ha raggiunta nel 2005 agli International Women's Open di Eastbourne, Inghilterra, dove ha poi perso contro l'allora numero 1 al mondo Kim Clijsters.
Due anni dopo si è qualificata per la sua seconda finale al Nordea Nordic Light Open di Stoccolma, venendo poi sconfitta da Agnieszka Radwańska.
L'anno dopo, nel 2008, è tornata a giocare la finale nello stesso torneo perdendo contro Caroline Wozniacki.
Nel 2007 ha vinto il titolo nel doppio agli Open di Varsavia, insieme all'ucraina Tetjana Perebyjnis. Ha fatto anche parte del team russo nella Fed Cup 2005, vincendo l'incontro del doppio nei quarti di finale e nelle semifinali, avendo come partner Dinara Safina.
La tennista russa è riuscita finalmente a vincere il suo primo titolo WTA, dopo tre finali perse, alla Istanbul Cup 2009, sconfiggendo la ceca Lucie Hradecká in finale con risultato di 6-0 6-1.

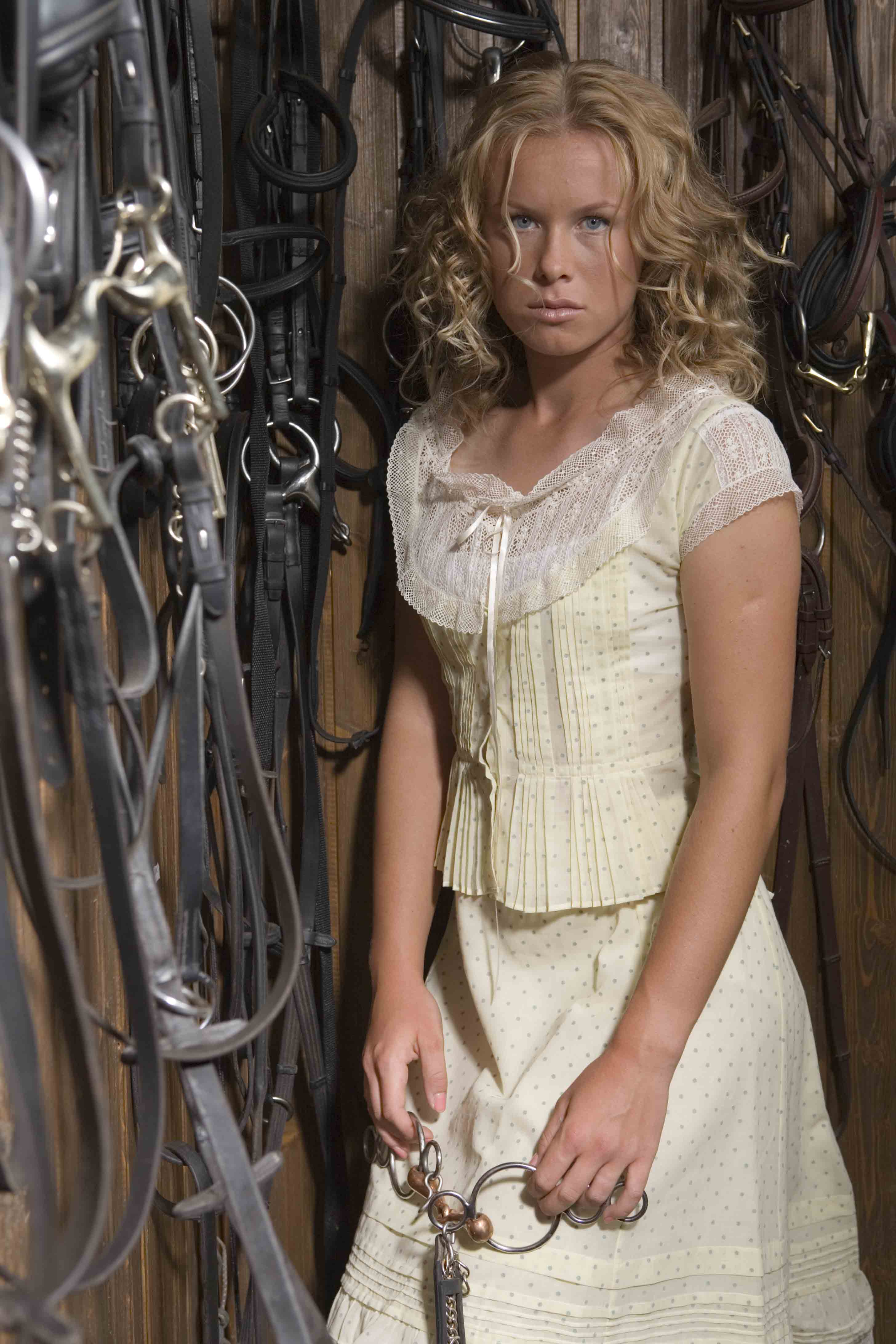
Vera Duševina in posa artistica

Si è ritirata nel 2017. In seguito è diventata coach.

## Statistiche

### Singolare

#### Vittorie (1)
| Legenda               |
| --------------------- |
| Grande Slam (0)       |
| Ori Olimpici (0)      |
| WTA Finals (0)        |
| Premier Mandatory (0) |
| Premier 5 (0)         |
| Premier (0)           |
| International (1)     |

| N. | Data          | Torneo                 | Superficie | Avversaria in finale | Punteggio |
| 1. | 2 agosto 2009 | Istanbul Cup, Istanbul | Cemento    | Lucie Hradecká       | 6–0, 6–1  |

#### Sconfitte (3)
| Legenda              |
| -------------------- |
| Grande Slam (0)      |
| Argenti Olimpici (0) |
| WTA Finals (0)       |
| Tier I (0)           |
| Tier II (1)          |
| Tier III (0)         |
| Tier IV (2)          |

| N. | Data           | Torneo                                  | Superficie | Avversaria in finale | Punteggio |
| 1. | 18 giugno 2005 | AEGON International, Eastbourne         | Erba       | Kim Clijsters        | 5-7, 0-6  |
| 2. | 30 luglio 2007 | Nordea Nordic Light Open, Stoccolma     | Cemento    | Agnieszka Radwańska  | 1-6, 1-6  |
| 3. | 3 agosto 2008  | Nordea Nordic Light Open, Stoccolma (2) | Cemento    | Caroline Wozniacki   | 0-6, 2-6  |

### Doppio

#### Vittorie (2)
| Legenda: Prima del 2009 | Legenda: Dal 2009     |
| ----------------------- | --------------------- |
| Grande Slam (0)         |                       |
| Ori Olimpici (0)        |                       |
| WTA Finals (0)          |                       |
| Tier I (0)              | Premier Mandatory (0) |
| Tier II (1)             | Premier 5 (0)         |
| Tier III (0)            | Premier (0)           |
| Tier IV (0)             | International (1)     |

| N. | Data           | Torneo                | Superficie  | Compagna           | Avversarie in finale             | Punteggio        |
| 1. | 30 aprile 2007 | Warsaw Open, Varsavia | Terra rossa | Tetjana Perebyjnis | Elena Lichovceva Elena Vesnina   | 7-5, 3-6, [10-2] |
| 2. | 3 agosto 2013  | Citi Open, Washington | Cemento     | Shūko Aoyama       | Eugenie Bouchard Taylor Townsend | 6-3, 6-3         |

#### Sconfitte (9)
| Legenda: Prima del 2009 | Legenda: Dal 2009     |
| ----------------------- | --------------------- |
| Grande Slam (0)         |                       |
| Argenti Olimpici (0)    |                       |
| WTA Finals (0)          |                       |
| Tier I (0)              | Premier Mandatory (1) |
| Tier II (0)             | Premier 5 (0)         |
| Tier III (1)            | Premier (2)           |
| Tier IV (2)             | International (3)     |

| N. | Data              | Torneo                                        | Superficie  | Compagna               | Avversarie in finale                           | Punteggio        |
| 1. | 27 luglio 2008    | Banka Koper Slovenia Open, Portorose          | Cemento     | Ekaterina Makarova     | Anabel Medina Garrigues Virginia Ruano Pascual | 4-6, 1-6         |
| 2. | 22 settembre 2008 | Hansol Korea Open, Seul                       | Cemento     | Marija Kirilenko       | Chuang Chia-jung Hsieh Su-wei                  | 3-6, 0-6         |
| 3. | 20 ottobre 2008   | BGL-BNP Paribas Open Luxembourg, Lussemburgo  | Cemento (i) | Marija Korytceva       | Sorana Cîrstea Marina Eraković                 | 6-2, 3-6, [8-10] |
| 4. | 13 febbraio 2011  | Open GDF Suez, Parigi                         | Cemento (i) | Ekaterina Makarova     | Bethanie Mattek-Sands Meghann Shaughnessy      | 4-6, 2-6         |
| 5. | 25 settembre 2011 | Hansol Korea Open, Seoul (2)                  | Cemento     | Galina Voskoboeva      | Natalie Grandin Vladimíra Uhlířová             | 6(5)–7, 4-6      |
| 6. | 25 febbraio 2012  | Cellular South Cup, Memphis                   | Cemento (i) | Vol'ha Havarcova       | Andrea Hlaváčková Lucie Hradecká               | 3-6, 4-6         |
| 7. | 5 ottobre 2013    | China Open, Pechino                           | Cemento     | Arantxa Parra Santonja | Cara Black Sania Mirza                         | 2-6, 2-6         |
| 8. | 3 ottobre 2015    | Tashkent Open, Tashkent                       | Cemento     | Kateřina Siniaková     | Margarita Gasparjan Aleksandra Panova          | 1-6, 6-3, [3-10] |
| 9. | 14 febbraio 2016  | St. Petersburg Ladies Trophy, San Pietroburgo | Cemento (i) | Barbora Krejčíková     | Martina Hingis Sania Mirza                     | 3-6, 1-6         |

## Risultati in progressione
| Sigla | Risultato               |
| ----- | ----------------------- |
| V     | Vincitore               |
| F     | Finalista               |
| SF    | Semifinalista           |
| O     | Oro olimpico            |
| A     | Argento olimpico        |
| SF    | Bronzo olimpico         |
| QF    | Quarti di Finale        |
| 4T    | Quarto turno            |
| 3T    | Terzo turno             |
| 2T    | Secondo turno           |
| 1T    | Primo turno             |
| RR    | Round Robin             |
| LQ    | Turno di qualificazione |
| A     | Assente                 |
| ND    | Non disputato           |

| Legenda superfici    |
| -------------------- |
| Cemento              |
| Terra battuta        |
| Erba                 |
| Superficie variabile |

### Singolare
| Torneo                 | 2003          | 2004          | 2005          | 2006          | 2007          | 2008          | 2009          | 2010          | 2011          | 2012  | 2013 | 2014 | V–S     |
| ---------------------- | ------------- | ------------- | ------------- | ------------- | ------------- | ------------- | ------------- | ------------- | ------------- | ----- | ---- | ---- | ------- |
| Tornei del Grande Slam |               |               |               |               |               |               |               |               |               |       |      |      |         |
| Australian Open        | A             | 2T            | 4T            | 1T            | 1T            | A             | 1T            | 1T            | 2T            | 1T    | 1T   | A    | 5–9     |
| Open di Francia        | A             | 2T            | 1T            | 2T            | 2T            | 1T            | 1T            | 1T            | 2T            | 1T    | LQ   | A    | 4–9     |
| Wimbledon              | LQ            | 1T            | 1T            | 1T            | 2T            | 2T            | 2T            | 2T            | 1T            | 1T    | LQ   | A    | 4–9     |
| US Open                | 1T            | 3T            | 2T            | 1T            | 3T            | 1T            | 1T            | 1T            | 2T            | 2T    | 1T   | A    | 7–11    |
| Vittorie-sconfitte     | 0–1           | 4–4           | 4–4           | 1–4           | 4–4           | 1–3           | 1–4           | 1–4           | 3–4           | 1–4   | 0–2  |      | 20–38   |
| Giochi Olimpici        |               |               |               |               |               |               |               |               |               |       |      |      |         |
| Giochi olimpici estivi | ND            | A             | Non disputato | Non disputato | Non disputato | A             | Non disputato | Non disputato | Non disputato |       |      |      | 0–0     |
| Torneo di fine anno    |               |               |               |               |               |               |               |               |               |       |      |      |         |
| WTA Tour Championships | A             | A             | A             | A             | A             | A             | A             | A             | A             |       |      |      | 0–0     |
| WTA Premier Mandatory  |               |               |               |               |               |               |               |               |               |       |      |      |         |
| Indian Wells           | A             | A             | A             | A             | A             | A             | 3T            | 2T            | 1T            | LQ    |      |      | 3–3     |
| Miami                  | 2T            | 3T            | 2T            | 1T            | 3T            | A             | 1T            | 1T            | 1T            | 1T    |      |      | 6–9     |
| Madrid                 | Non disputato | Non disputato | Non disputato | Non disputato | Non disputato | Non disputato | QF            | 2T            | 1T            | LQ    |      |      | 6–3     |
| Pechino                | Non disputato | Non disputato | Non disputato | Non disputato | Non disputato | Non disputato | 1T            | 3T            | LQ            |       |      |      | 4–2     |
| WTA Premier 5          |               |               |               |               |               |               |               |               |               |       |      |      |         |
| Doha                   | A             | 1T            | 1T            | 1T            | LQ            | 1T            | Non disputato | Non disputato | NP5           | 1T    |      |      | 1–6     |
| Dubai                  | Non Tier I    | Non Tier I    | Non Tier I    | Non Tier I    | Non Tier I    | Non Tier I    | 2T            | 1T            | 1T            | NP5   |      |      | 1–3     |
| Roma                   | A             | 2T            | A             | 2T            | A             | 1T            | 1T            | 1T            | 2T            | LQ    |      |      | 3–6     |
| Cincinnati             | Non Tier I    | Non Tier I    | Non Tier I    | Non Tier I    | Non Tier I    | Non Tier I    | 1T            | 2T            | A             |       |      |      | 3–2     |
| Canada                 | A             | A             | A             | 1T            | A             | A             | 1T            | LQ            | A             |       |      |      | 2–3     |
| Tokyo                  | A             | A             | A             | A             | LQ            | LQ            | 2T            | LQ            | A             |       |      |      | 2–2     |
| Vittorie-sconfitte     | 29–10         | 27–18         | 28–20         | 22–26         | 40–21         | 20–18         | 34–20         | 31–22         | 20–20         | 12–12 |      |      | 278–194 |
| Ranking di fine anno   | 108           | 63            | 39            | 97            | 41            | 88            | 44            | 54            | 86            | 141   |      |      |         |

## Vittorie contro giocatrici Top 10
| Stagione | 2005 | 2006 | 2007 | 2008 | 2009 | 2010 | 2011 | Totale |
| Vittorie | 1    | 0    | 0    | 0    | 1    | 1    | 1    | 4      |

| #    | Giocatrice              | Ranking | Evento                               | Superficie | Turno | Punteggio        | Rank. VDR |
| ---- | ----------------------- | ------- | ------------------------------------ | ---------- | ----- | ---------------- | --------- |
| 2005 |                         |         |                                      |            |       |                  |           |
| 1.   | Amélie Mauresmo         | 3       | Eastbourne International, Eastbourne | Erba       | 2T    | 6-4, 6-4         | 54        |
| 2009 |                         |         |                                      |            |       |                  |           |
| 2.   | Nadia Petrova           | 10      | Eastbourne International, Eastbourne | Erba       | 2T    | 5-7, 1-0 rit.    | 52        |
| 2010 |                         |         |                                      |            |       |                  |           |
| 3.   | Francesca Schiavone (1) | 7       | Torneo di Wimbledon, Londra          | Erba       | 1T    | 6(0)-7, 7-5, 6-1 | 56        |
| 2011 |                         |         |                                      |            |       |                  |           |
| 4.   | Francesca Schiavone (2) | 8       | Korea Open, Seul                     | Cemento    | 1T    | 7-6(4), 6-2      | 65        |